# Black Box BRD
För andra betydelser, se Black box (olika betydelser).
Black Box BRD är en tysk dokumentärfilm från 2001 i regi av Andres Veiel. Filmen är en dokumentärfilm om Röda armé-fraktionens attentat mot Deutsche Banks chef Alfred Herrhausen 1989. I filmen beskrivs vad som hände och de inblandade. Filmen innehåller intervjuer med de anhöriga till Herrhausen och till en av medlemmarna i stadsgerillan, Wolfgang Grams. Grams omkom 1993 vid en konfrontation mellan polisen och Röda armé-fraktionen.